# مطار وجدة أنجاد
مطار وجدة أنݣاد (إياتا: OUD، إيكاو: GMFO) هو مطار دولي يخدم مدينة وجدة بجهة الشرق بالمغرب، وهو حاصل على شهادة إيزو 9001 (نسخة 2000) سنة 2007 للخدمات المقدمة للمسافرين وشركات الطيران، وتتم عملية إدارة المطار من طرف المكتب الوطني للمطارات.

## المحطات الجوية
المحطة الجوية 1: تصل طاقتها الاستعابية إلى 000 500 مُسافر (خارج الخدمة حاليا).
المحطة الجوية 2: إفتتحت سنة 2010، على مساحة 000 28 متر مربع، وتصل طاقتها الاستعابية إلى 000 700 2 مُسافر، وهي التي تستقبل الرحلات الداخلية والدولية.

## شركات الطيران
| شركات الطيران           | الوجهات (آخر تحديث: 20/08/2021)                                                        |
| ----------------------- | -------------------------------------------------------------------------------------- |
| الخطوط الملكية المغربية | الدار البيضاء - باريس أورلي - مارسيليا - بروكسل - امستردام رحلات موسمية: جدة - المدينة |
| العربية للطيران المغرب  | باريس شارل ديغول - تولوز - مارسيليا - مرسية - بروكسل                                   |
| تاب برتغال              | لشبونة                                                                                 |
| آي إس إل فرنسا          | باريس شارل ديغول - ستراسبورغ                                                           |
| توي فلاي بلجيكا         | باريس أورلي - ليل - بروكسل شارلروا الجنوب - بروكسل - آيندهوفن                          |
| رايان إير               | باريس بوفيه - مارسيليا - تولوز - بروكسل شارلروا الجنوب - ويزي                          |
| ترانسافيا فرنسا         | باريس أورلي - ليون                                                                     |

## الوصول للمطار
يرتبط المطار بمدينة وجدة عبر الطريق الوطنية رقم 2 (طريق سريع). ويمكن الوصول اليه فقط بواسطة سيارات الأجرة الكبيرة.

## إحصائيات
حركة المسافرين:
| 2012    | 2013    | 2014    | 2015    | 2016    | 2017    | 2018    | 2019    | 2020    | 2021    | 2022    |
| ------- | ------- | ------- | ------- | ------- | ------- | ------- | ------- | ------- | ------- | ------- |
| 548 448 | 374 505 | 896 515 | 946 522 | 398 546 | 746 635 | 917 675 | 913 701 | 103 192 | 124 489 | 911 855 |
|         | ▲       | ▲       | ▲       | ▲       | ▲       | ▲       | ▲       | ▼       | ▲       | ▲       |

## وصلات خارجية
- Angads Airport website